# Oecetis canariensis
Oecetis canariensis är en nattsländeart som beskrevs av Brauer 1900. Oecetis canariensis ingår i släktet Oecetis och familjen långhornssländor. Inga underarter finns listade i Catalogue of Life.